# Vogue
Vogue (Воґ, фр. «мода») — щомісячний журнал про моду, заснований у 1892 році. Є найвпливовішим модним виданням у світі та «біблією моди». Версії журналу випускаються у двадцяти країнах світу.
Vogue став першим журналом в історії модних видань, де на обкладинці була опублікована кольорова фотографія, знімки розміщені на розвороті, зображення обрізані до країв без білих полів, використані постановчі знімання.
Vogue випускається видавництвом Condé Nast International. Транснаціональна корпорація видає 130 журналів, з-поміж яких Vanity Fair, Condé Nast Traveler, The New Yorker, Glamour, GQ, Bon Appetit та ін.

## Назва та авдиторія видання
«Vogue» — це застаріле слово англійської мови, що перекладається як «мода». Тепер воно використовується лише в словосполученні «to be on vogue» — «бути в моді», а також у споріднених йому «to come into vogue» (увійти в моду), «all the vogue» («останній крик моди») тощо. Назву журналу було обрано відповідно до його спрямованости: надання інформації про новинки моди.
"Vogue — єдиний журнал, що висвітлює тільки моду. І в цьому відношенні ми — лідери у своїй категорії, причому абсолютні ", — Дідьє Субербьєлль, керівник Condé Nast France.
«Vogue — це всесвіт мрій», — Дідьє Субербьєлль, керівник Condé Nast France.
Протягом майже шістдесяти років з моменту виходу першого номера та до 50-х років ХХ століття цільовою авдиторією Vogue були забезпечені мешканки Нью-Йорка — представниці вищого класу. На початку 1960-х років журнал змінив спрямованість на ділових жінок, які працюють — сучасних, активних, вдумливих і стильних. Близько двадцяти років видання дотримувалось обраного курсу, частково він зберігається досі. З 1988 року, з приходом Анни Вінтур на пост головного редактора американського Vogue, авдиторія журналу розширилася. Видання продемонструвало, що мода може бути доступною не лише для обраних, але й для усіх, хто захоплюється цією темою. Нині авдиторія Vogue — це жінки, що зацікавлені модою, у віці від 25-ти до 45-ти років.

## Історія

### Засновники
Журнал Vogue заснований у 1892 році в Америці Артуром Болдуіном Турнюром, членом світського суспільства, і Гаррі Маквікаром, правнуком великого гуртовика Стефана Вітні. Журналіст Артур став видавцем, а Гаррі, який вивчав мистецтво в Європі, посів місце художнього директора. Перший номер Vogue вийшов 17 грудня 1892 року. Журнал складався із 16-ти сторінок у форматі ін-кватро (розміром у четверту частку листа). Видання було добре оформленим і якісно видрукуваним. Vogue позиціювався як респектабельне видання про світський Нью-Йорк.
Імена більшості з 250 акціонерів публікувалися у «світському альманасі», серед них були Корнеліус Вандербільт (перший доларовий мультимільйонер), Стейвесант Фіш (генеральний директор Іллінойської центральної залізниці), герцог Персі Морган та інші. Ціна одного примірника — десять центів — давала змогу людині середніх статків придбати журнал і дізнатися, що саме відбувається в суспільстві.

### Конде Наст і Vogue
"Це я, хлопчик із Сент-Луїса, і Една Чейз, квакер з Нью-Джерсі, встановили стандарти епохи. Ми показали Америці, що таке стиль ", — Конде Наст, з книги Керолайн Сібом «Людина, яка була Vogue».
Через кілька років Артур Турнюр помер, а Гаррі Мак-Вікар втратив інтерес до журналу. Видання перебувало на межі закриття, але на нього звернув увагу молодий підприємець Конде Монтроз Наст. Він добре розумівся на рекламі: розповідаючи рекламодавцям, яка впливова аудиторія може зацікавитися виданням, Конде Наст демонстрував завірений аудиторами звіт по тиражах. Він першим зрозумів, що рекламодавцям у першу чергу важлива не кількість, а «якість» читачів, а також вагомі докази їх наявності. Завдяки Конде Насту з 1897 по 1907 роки тираж видання зріс з 20-ти до 568-ми тисяч примірників.

### Видавництво Condé Nast
«Він вимагав розкоші, ексклюзивності і найвищої якості», — про Конде Наста, з книги Керолайн Сібом «Людина, яка була Vogue».
У 1909 році Конде Наст викупив Vogue. Підприємець збільшив кількість сторінок і посилив модну спрямованість журналу. Видавець запропонував пост головного редактора Едні Чейз, яка не мала журналістської освіти, але працювала у виданні з моменту його відкриття. Завдяки її професіоналізму Vogue з «журналу для вищого світу» перетворився на «біблію стилю». Тепер видання демонструвало одяг, який можна було носити, місця, які можна було відвідати, і товари, які можна було купити. Крім того, Vogue приваблював і тих, хто тільки прагнув до такого життя.

### Світова економічна криза
У 20-ті роки в діяльності Vogue трапився прорив: журнал започаткував модельний бізнес, замінивши на своїх сторінках світських дам на дівчат з вулиці, що були підібрані за певними параметрами. Компанія Condé Nast розвивалася дуже швидко, вартість акцій видавництва постійно зростала. Але коли 29 жовтня 1929 року біржовий ринок звалився, Конде Наст втратив контроль над своїми акціями. Видавець витратив кілька років, намагаючись повернути компанію. У той період він продовжував керувати Vogue. Британське й французьке видання журналу, що практично не приносили прибутку в 20-і роки, поступово почали набувати читацьку аудиторію. Наростальна популярність британського Vogue привернула увагу приятеля Конде Наста — власника The Daily Telegraph лорда Кемроуза. Він забезпечив видавця коштами для викупу контрольного пакета акцій компанії Condé Nast.

### Воєнний час
Під час Другої світової війни британський Vogue продовжував роботу. Французьку версію журналу довелося закрити: фашисти погоджувалися дозволити видання тільки за умови, що редактор Мішель де Брюнофф доведе расову чистоту кожного співробітника, від чого він відмовився. Після звільнення Франції Vogue Paris відновив роботу. У 1941 році артредактором видання став журналіст, скульптор і художник Олександр Ліберман, який, пропрацювавши у виданні до 1994 року, зробив його загальновизнаним вісником і законодавцем моди. 19 вересня 1942 Конде Наст помер. У 1959 році, після смерті лорда Кемроуза, британський Vogue викупив американський газетний магнат Сем Ньюхаус.

## Локальні версії журналу
«Його журнал являє собою щось більше, ніж мода чи швидкоплинна слава: Vogue — це синонім якості і стилю», — Керолайн Сібом «Людина, яка була Vogue».
Під час Першої світової війни доставка Vogue зі США в Європу стала неможлива, і в 1916 році вийшла британська версія журналу. Після війни Конде Наст зрозумів, що йому бракує присутності у світовій столиці моди — Парижі. У 1920 році видавець запустив французьке видання журналу. Європейські версії Vogue тривалий час не приносили прибутку, і спроба Конде Наста відкрити німецьку версію не увінчалася успіхом: запущений у 1928 році Vogue Німеччина закрився вже в 1929-му.

### Vogue UA
Влітку 2012 була підписана угода з Condé Nast International про створення Vogue в Україні і наприкінці лютого 2013 року в продаж вийшов перший номер журналу. Дебютний номер присвячено Україні та її досягненням у світі моди. Журнал видавався російською мовою попри те, що українська мова є єдиною державною в Україні. Його обкладинку прикрасила супермодель українського походження Дар'я Вербова, яка вже кілька років входить до списку найвідоміших моделей світу. В одному номері вдалося зібрати ТОП-10 українських моделей та репрезентувати їх на сторінках журналу. Це Сніжана Онопка, Наталія Гоцій, Алла Костромічова, Елла Кандиба, Жужу Іванюк, Марія Маркіна, Евеліна Мамбетова, Аліна Байкова, Антоніна Васильченко, Наті Чабаненко. Також у зйомках для журналу брали участь і вітчизняні дизайнери: Ксенія Шнайдер, Світлана Бевза, Ірина Каравай, Anna October, Лілія Пустовіт, Лілія Літковська та Саша Каневський.
Зміни відбулись у лютому 2022 року. Читачі могли помітити зміни уже з обкладинки. Окрім збільшеного формату журналу, змінилась також і мова.  Випуск журналу № 2-3 Лютий-Березень 2022 почав друкуватись українською мовою. На початкових сторінках журналу вказано: «Цей номер Vogue UA означає початок нової ери. Відтепер друкована версія Vogue UA виходитиме виключно українською мовою.» Проте квітневий випуск Vogue UA не вийшов у продаж через російське вторгнення на територію України. Як і багато українських видань, Vogue UA активно висвітлює правду. Зараз його головним завданням є інформування світових спільнот про російський терор на території України. Публікація інтерв'ю, фото, відео та історій очевидців — саме цим займається Vogue UA впродовж війни. Також публікує підтримку світу. Велика кількість акторів, моделей, письменників та митців публічно висловили свою підтримку Україні.
Окрім українського видання, головне видання Vogue також активно публікує дописи зі спонуканням до підтримки України в російському вторгненні в Україну.

### Vogue & Braille Editions
У травні 2023 року, британський журнал Vogue вперше в історії випустив свій травневий номер, надрукований шрифтом Брайля та який дозволяє прочитати його людям з вадами зору. Також людям з порушенням зору пропонують прослухати аудіозапис викладу журналу.
Також було зазначено, що в номері журналу представлено матеріали про 19 яскравих особистостей з обмеженими можливостями, які досягли успіху у сфері моди, спорту, мистецтва та громадської діяльності. Vogue пообіцяв безплатно надіслати журнал викладений шрифтом Брайля читачам, які залишили заявку на сайті й офіційно підтвердили власні проблеми із зором. Також електронну версію травневого номера (2023) можливо безоплатно завантажити на офіційному сайті журналу.

## Реклама в журналі
У 2005 році Vogue був зареєстрований як рекламне видання, що дозволило розміщувати на сторінках журналу більше, ніж 40 % реклами. У 2007 році члени антитютюнової групи надіслали до редакції американського Vogue більше восьми тисяч листів з протестом проти великої кількості реклами сигарет на сторінках видання. За їх версією у відповідь вони отримали надіслані факсом повідомлення від Анни Вінтур, де містилася фраза «Ви зупинитеся? Ви ж вбиваєте дерева!»

## Розмір і вік моделей Vogue
З моменту появи Vogue в ньому завжди друкувалися ілюстрації та фотографії струнких моделей. Але до кінця ХХ ст. їх параметри були наближені до розмірів реальних жінок. За часів Твіггі ситуація почала змінюватися, але остаточна зміна модельних параметрів на вкрай маленький розмір одягу сталася в епоху «героїнового шику». У 2009 році головний редактор британського Vogue [Архівовано 21 лютого 2011 у Wayback Machine.] Александра Шульман піддала критиці модні будинки, які надсилали виданням зразки одягу занадто маленького розміру. На обкладинці Vogue Italia [Архівовано 15 жовтня 2017 у Wayback Machine.] від червня 2011 були три моделі категорії plus-size — Тара Лінн, Кендіс Хаффін і Робін Лоулі. Спочатку вік моделей Vogue коливався в межах 30-35 років. Але до середини ХХ століття дівчата на сторінках журналу почали стрімко молодіти. У серпневому номері 2011 року в спеціальній версії французького Vogue Enfants з'явилися знімки десятирічної моделі Тайлі Олени-Роуз Блондо в дорослих образах.
3 травня 2012 року 19 головних редакторів міжнародних версій Vogue підписали угоду про заборону на появу на сторінках журналу моделей молодше шістнадцяти років, а також із зовнішнім виглядом, що сигналізує про наявність харчових розладів. З цього моменту співробітники служб відбору моделей повинні перевіряти документи моделі перед фотографією. Всі видання Vogue почнуть дотримуватися умов угоди до кінця 2012 року.

## Редактори
• Vogue US [Архівовано 8 жовтня 2017 у Wayback Machine.]
Една Вулман Чейз. Перший головний редактор Vogue зробила його міжнародним виданням. Една Чейз мала скромне походження і компенсувала його одержимістю світським життям, інстинктивним розумінням важливості доброго смаку і уїдливою дотепністю. Її знаменита вимога «Покажіть сукні!» («Show the dress!») до теперішнього часу залишається актуальним для модних видань. Една Чейз посідала місце головного редактора з 1914 по 1951 рік і покинула його за власним бажанням у 74 роки.
Джессіка Дейвіс. Джессіка Дейвіс була головним редактором Vogue з 1952 по 1962 рік, але нині про неї відомо дуже мало.
Діана Вріланд. Американський Vogue під керівництвом Діани Вріланд став символом нової творчої та розкутої епохи. Тепер він був орієнтований на молодь періоду сексуальної революції: статті та фотографії мали сексуальний і часто провокаційний характер. Третій головний редактор відкрила багатьох журналістів і фотографів, а також помістила на обкладинки журналу моделей, що стали легендами: Твіггі, Верушка, Пенелопу Три, Джин Шрімптон, Сьюзі Паркер, Марісові Беренсон. Діана Вріланд керувала Vogue з 1963 року, а в червні 1971-го була звільнена без пояснення причин.
Грейс Мірабелла. Час керівництва четвертого головного редактора журналу історики називають «бежевим періодом Vogue». Грейс Мірабелла намагалася наблизити зміст модного журналу до стилю простої американки. В результаті тиражі видання зросли, але помітно знизився його авторитет. Грейс Мірабелла прийшла на посаду головного редактора в 1971 році, а в жовтні 1988-го була звільнена. Під час її правління журнал став видаватися один раз на місяць.
Анна Вінтур (з 1988 — по теперішній час). Анна Вінтур вперше претендувала на пост головного редактора Vogue US в 1983 році, але отримала цю посаду в британському виданні. У листопаді 1988 року вона все-таки очолила американське видання. Анна Вінтур вперше в історії журналу винесла на його обкладинку фотографію моделі в повний зріст. Завдяки їй Vogue закріпив провідні позиції у світі моди. Характер і стиль правління п'ятого головного редактора Vogue US описаний в опублікованій в 2003 році новелі помічниці Анни Лорен Вейсбергер, з якої згодом був знятий фільм «Диявол носить Prada». У 2008 році Анна Вінтур отримала Орден Британської імперії за досягнення в галузі модної журналістики. У 2009 році на екрани вийшла документальна картина Р. Дж. Катлера «Вересневий номер», що оповідає про створення журналу під керівництвом Анни Вінтур. Свою фірмову зачіску — суворе каре — діючий головний редактор американського Vogue носить із 14-ти років.
• Vogue UK [Архівовано 21 лютого 2011 у Wayback Machine.]
— Елспет Чемпкоммунел (1916—1922);
— Дороті Тодд (1923—1925);
— Елісон Сеттл (1926—1935)
— Елізабет Пенроуз (1936—1939);
— Одрі Візерс (1940—1960);
— Аліша Герленд (1961—1964);
— Беатріс Міллер (1965—1983);
— Анна Вінтур (1984—1987);
— Елізабет Тайлберіс (1988—1991);
— Александра Шульман (1992 — 2017). Головний редактор Vogue UK зайняла свою посаду в 1992 році. За час її керівництва журналом його тиражі зросли спочатку до 200 тисяч примірників, а після, завдяки виходу колекційних номерів, досягли мільйона копій. У 2004 році Александра Шульман була удостоєна Почесного Ордена Британської імперії.
— Едвард Еннінфул (з 2017—понині)
• Vogue Paris [Архівовано 19 вересня 2013 у Wayback Machine.]
Коломб Прінгл (1987—1994);
Джоан Жульет Бак (1994—2001);
Карін Ройтфельд (2001—2011);
Еммануель Альт (з 2011 до сьогодні). Чинний головний редактор Vogue Paris зайняла свою посаду в лютому 2011 року. За період її керівництва журнал став менш провокаційним і більш демократичним.
• Vogue Italia [Архівовано 15 жовтня 2017 у Wayback Machine.]
Франка Соццані (з 1988 по грудень 2016 року). Головний редактор Vogue Italia Франка Соццані в своїй країні була настільки ж впливовою персоною, як Анна Вінтур в США. Вона вважалася одним з головних експертів італійської моди. З 2017 року головним редактором Vogue Italia призначений Емануелє Фарнеті.
• Vogue Росія [Архівовано 17 жовтня 2017 у Wayback Machine.]
Альона Долецька (1998—2010);
Вікторія Давидова (2010—2018);
Маша Федорова (з лютого 2018 року до сьогодні).
• Vogue Ukraine [Архівовано 30 липня 2019 у Wayback Machine.]
Маша Цуканова (2012 — серпень 2016)
Ольга Сушко (з вересня 2016 до 2018)
Пилип Власов (грудень 2018 до сьогодні)

## Періодичність та тираж
З 1892 до 1910 рік номери Vogue знаходилися в продажі щотижня. З 1910 до 1973 рік журнал видавався двічі на місяць. З 1973 року і донині журнал Vogue — щомісячне видання. Тираж американської версії становить 1,3 мільйона примірників, російської — 150 тисяч копій.
Зараз журнал виходить в 21-й версіях: американській, британській, французькій, італійській, японській, австралійській, німецькій, грецькій, китайській, індійській, корейській, мексиканській, португальській, бразильській, іспанській, південноафриканській, тайванській, нідерландській, польській, українській та російській. Найвпливовішими у світі є Vogue US, Vogue UK, Vogue France та Vogue Italia. «Велика четвірка» розробляє ексклюзивний зміст кожного номера, на відміну від інших версій, які можуть використовувати їх матеріали повторно. Американська й британська версії більше орієнтовані на масовий ринок, у той час як французький Vogue є найрозкішнішим виданням сімейства.
Condé Nast Publications випускає також журнали Men's Vogue (Vogue Homines International у Франції) та Teen Vogue. Крім цього, в Австралії видаються Vogue Entertaining & Travel [Архівовано 16 жовтня 2017 у Wayback Machine.] і Vogue Living [Архівовано 16 жовтня 2017 у Wayback Machine.]. В Італії виходять версії Vogue Casa [Архівовано 15 жовтня 2017 у Wayback Machine.] (інтер'єр), Vogue Sposa [Архівовано 18 жовтня 2017 у Wayback Machine.] (весілля) та Bambini Vogue (діти), в Бразилії — Casa Vogue [Архівовано 14 жовтня 2017 у Wayback Machine.] (інтер'єр) і т. д. Загальна кількість читачів Vogue досягає 16-ти мільйонів людей щомісяця.

## Книги про Vogue
• Автобіографія Едни Чейз «Always in Vogue».
• Автобіографія Діани Вріланд «DV».
• Автобіографія Грейс Мірабелла «In and out of Vogue».
• Мемуари артдиректора американського Vogue Грейс Коддінгтон «Грейс: тридцять років моди в Vogue».
• Біографія видавця Конде Наста «Людина, яка була Vogue'ом» Керолайн Сібом.
• «Історія фотографічного мистецтва журналу Vogue» Поллі Девлін.
• Альбом «Vogue: The Covers». [Архівовано 18 січня 2019 у Wayback Machine.] У книзі міститься три сотні обкладинок Vogue різних років.
• Щоденник Александри Шульман «Inside Vogue: My Diary of Vogue's 100th Year».
• Робін М'юір «Vogue 100: A Century of Style».

## Сайт журналу Vogue
Журнал існує не лише у друкованій версії, а й в онлайн-варіанті, що робить його надзвичайно доступним для своїх читачів. На офіційному [Архівовано 8 жовтня 2017 у Wayback Machine.] сайті журналу читач знайде такі розділи: Fashion (Мода), Beauty (Краса), Culture (Культура), Living (Життя), Runway (Шлях) та Video (Відео). Підписка на рік в американському варінті Vogue коштує $19.99 (станом на початок жовтня 2017 року). Кожен із цих розділів складається із менших складових частин. У Fashion розповідають про тренди, дизайнерів, моделей, шопінг, вуличний стиль та стиль знаменитостей. Розділ Beauty характеризується своїми матеріалами про здоров'я, фітнес, волосся, шкіру, манікюр та красу зірок. Culture цікавий своїм читачам першочергово за інформацію про мистецтво, спорт, новини, книги, музику, телебачення та кіно. Living розповідає своїй аудиторії про подорожі, їжу, вечірки та весілля.